# Camajábà
Camajábà – wieś w Gwinei Bissau, w regionie Gabú.